# More Precious Than Gold (film 1912)
More Precious Than Gold è un cortometraggio muto del 1912 diretto da J. Searle Dawley.

## Produzione
Il film fu prodotto dalla Edison Company.

## Distribuzione
Distribuito dalla General Film Company, il film - un cortometraggio in una bobina - uscì nelle sale cinematografiche statunitensi il 30 luglio 1912.